# Ficinia nodosa
Ficinia nodosa är en halvgräsart som först beskrevs av Christen Friis Rottbøll, och fick sitt nu gällande namn av Goetgh., Muasya och David Alan Simpson. Ficinia nodosa ingår i släktet Ficinia och familjen halvgräs. Inga underarter finns listade i Catalogue of Life.

## Bildgalleri

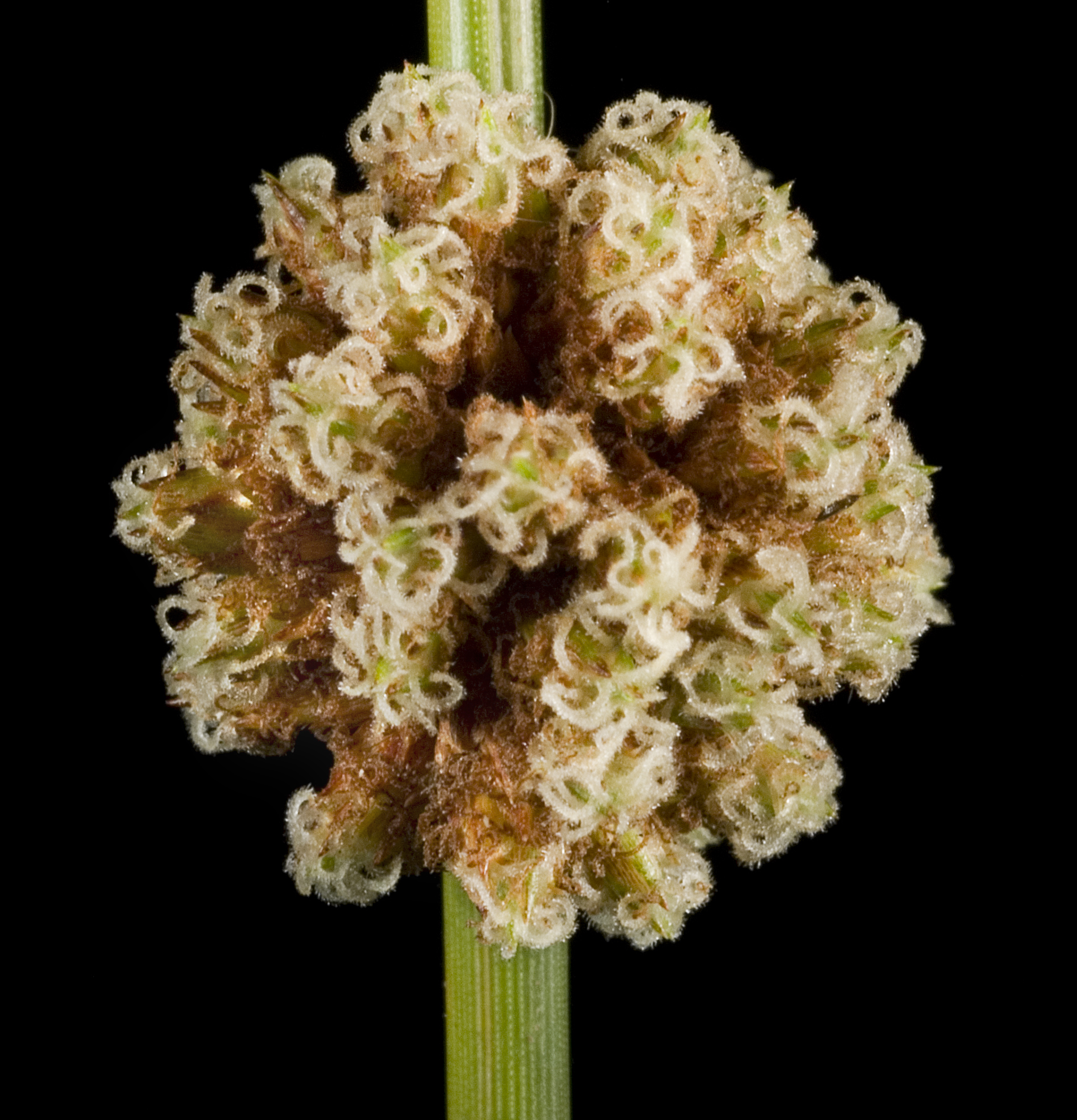
hona
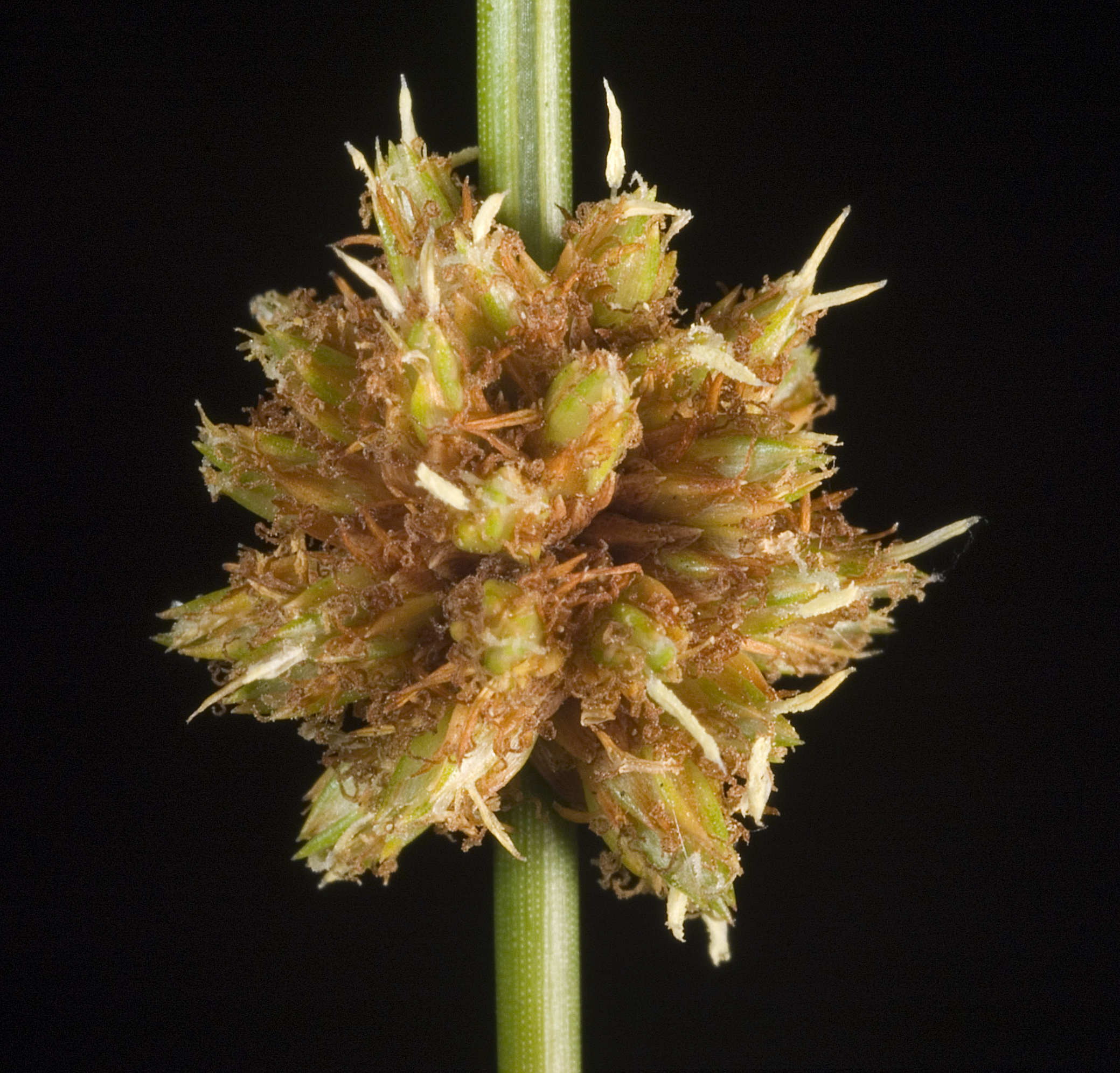
hane
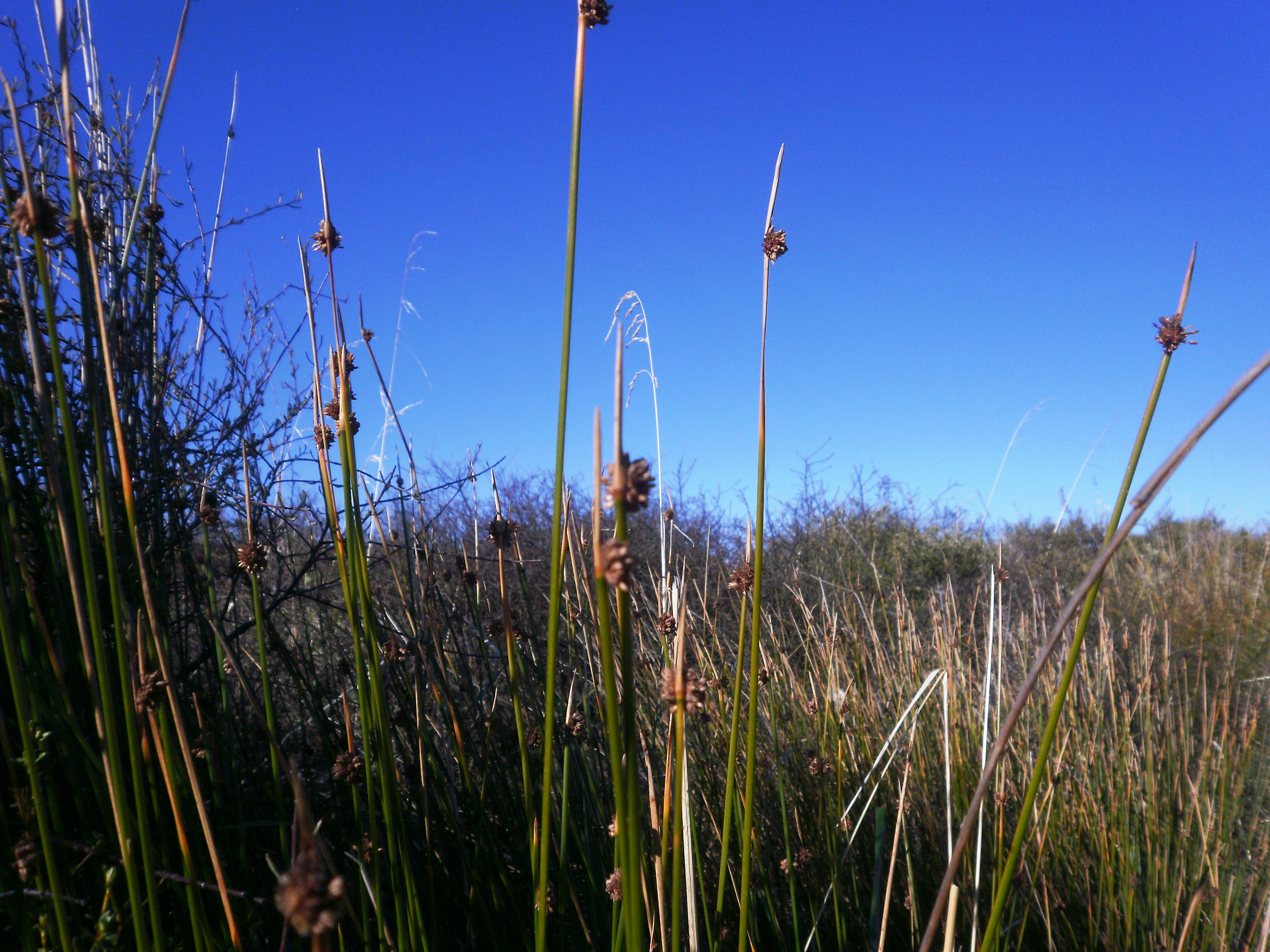